# Gagil-Tamil

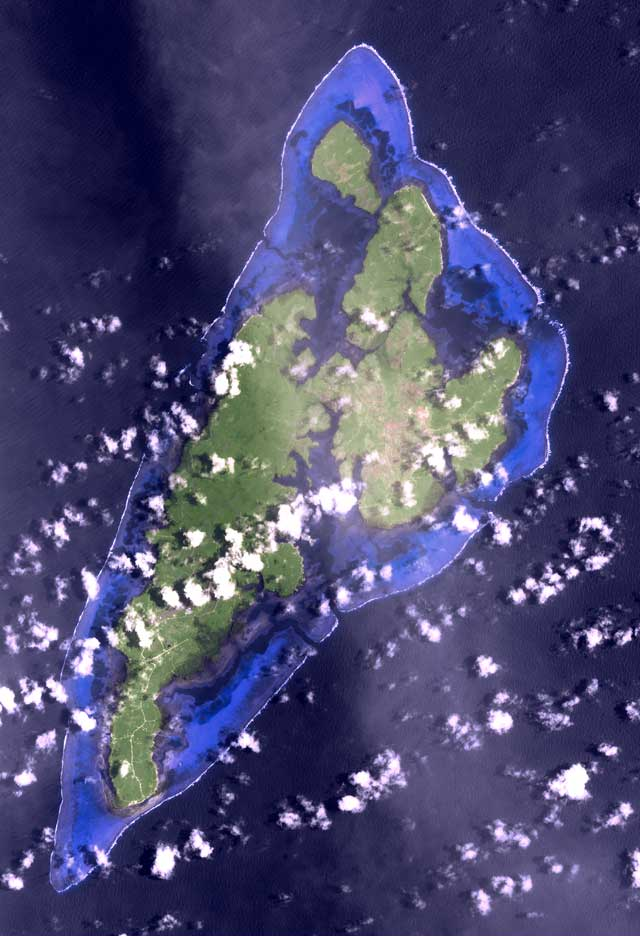

Gagil-Tamil è un'isola di Yap, che comprende le municipalità di Gagil e di Tomil (che si chiama Tamil in lingua yapese).
Fino al 1901, Gagil-Tamil non era separata da Yap, quando fu costruito tra le due un canale di separazione.
Ha una superficie di 28,82 km² per 1.670 abitanti nel 2000.
La cima più alta, Buchaq, è alta 81 m.